# Pitcairnia explosiva
Pitcairnia explosiva är en gräsväxtart som beskrevs av Lyman Bradford Smith och Julio Betancur. Pitcairnia explosiva ingår i släktet Pitcairnia och familjen Bromeliaceae.
Artens utbredningsområde är Colombia. Inga underarter finns listade i Catalogue of Life.